# Астронавт (фільм, 2024)
«Космонавт» (англ. «Spaceman») — американський науково-фантастичний драматичний фільм режисера Югана Ренка за сценарієм Колбі Дея, заснований на романі Ярослава Кальфаржа «Астронавт Богемії» 2017 року.

## Синопсис
Через пів року після початку одиничної місії на краю Сонячної системи, чеський космонавт Якуб Прохазка знаходить у надрах свого космічного корабля розумну павукоподібну істоту.

## У ролях
| Актор               | Роль           |
| ------------------- | -------------- |
| Адам Сендлер        | Якуб Прохазка  |
| Кері Малліган       | Ленка Прохазка |
| Пол Дано (голос)    | Гануш          |
| Кунал Найар         | Пітер          |
| Ізабелла Росселліні | Тума           |
| Лена Олін           | Здена          |

## Український дубляж
- Андрій Твердак — Якуб
- Людмила Петриченко — Ленка
- Олександр Погребняк — Гануш
- Роман Молодій — Пітер
- Наталія Ярошенко — Тума
- Олена Узлюк — Здена

- А також: Андрій Самінін, Володимир Гурін, Ілля Локтіонов, Роман Солошенко, Аліна Проценко, Кирило Татарченко, В'ячеслав Дудко, Майя Ведернікова, Вікторія Бакун

Фільм дубльовано студією «Postmodern» на замовлення компанії «Netflix» у 2024 році.
- Режисер дубляжу — Людмила Петриченко
- Перекладач — Юлія Євсюкова
- Спеціалісти з адаптації — Юлія Євсюкова, Раїса Смірнова
- Звукооператор — Сергій Александров
- Спеціаліст зі зведення звуку — Formosa Group
- Менеджер проекту — Катерина Рижак

## Виробництво
У жовтні 2020 року Netflix оголосила, що роман «Астронавт Богемії» буде адаптований в однойменний повнометражний фільм режисера Югана Ренка з Адамом Сендлером у головній ролі. У квітні 2021 року до акторського складу була додана Кері Малліган, і фільм отримав назву Космонавт. 19 квітня 2021 року було оголошено, що Пол Дано та Кунал Найяр приєдналися до акторського складу.
Основні зйомки почалися 19 квітня 2021 року в Нью-Йорку, а завершилися 1 липня 2021 року в Чехії.